# Зграда Вилмоша Херцфелда
Зграда Вилмоша Херцфелда подигнута је тридесетих година 19. века у главној улици Зрењанина, улици краља Александра I Карађорђевића, у оквиру Старог градског језгра, као Просторно културно-историјске целине од великог значаја.
Зграду је подигла трговачка породица цинцарског порекла –  Пира. Kрајем 19. века нови власник је постала јеврејска трговачка породица Херцфелд, која је у згради имала радњу ципела.
Зграда је дворишним крилом спојена са спратним објектом чија фасада избија на фронт слепе улице Светосавске под бројем 11. Фасада је реконструисана крајем 19. века када добија данашњи изглед. Међутим, на дворишној фасади, у ентеријеру, у појединим конструктивним елементима и обради фасаде зграде оријентисане ка слепој улици, очувани су, мада у врло трошном стању, карактеристични архтитектонски и стилски елементи класицизма. Приземни део зграде ка главној улици је деградиран формирањем два портала различитих материјала, димензија и облика. У периоду када је зграда реконструисана, цело приземље је било обложено дрвеним декоративним порталима и излозима.